# Vitalij Solomin
Vitalij Mefodjevitj Solomin (ryska: Виталий Мефодьевич Соломин), född 12 december 1941 i Tjita, död 27 maj 2002 i Moskva, var en rysk film- och teaterskådespelare. 
Solomin var bland annat känd för sin roll som Doktor Watson i de ryska Sherlock Holmes-filmerna, gjorda 1979-1986. Där spelade han tillsammans med Vasilij Livanov. Solomin började sin karriär 1959 och var aktiv fram till sin död.